# Брезна (Горњи Милановац)
Брезна је насеље у Србији у општини Горњи Милановац у Моравичком округу. Према попису из 2022. било је 152 становника.
Удаљено је 20 км од Горњег Милановца. Налази се на старом путу за Пожегу, на надморској висини од 440 до 600 м и површини од 1.140 ха.
Сем варошице, која представља неправилну гомилу кућа, засеоци и куће у њима су веома раштркани. У селу има свега 114 домаћинстава. У варошици су школа и црква посвећена Светом Димитрију (до 1953. је ту била и општина); општина и дом Земљорадничке задруге су сада на брегу изнад варошице. Надомак цркве до половине 19. века постојала је и црква брвнара која је била саграђена 1817. године. Једна од најстаријих и најлепших у Србији, била је премештана из једног села у друго – налазила се у Теочину и Лозњу, па је после тога враћена у Брезну.
Овде се налазе Стари споменици на сеоском гробљу у Брезни (општина Горњи Милановац).
Сеоска заветина је литија на други дан Тројица, а вашар је на Петровдан. Црква слави Митровдан. Било је седам записа.

## Историја
Село је добило име по брезовој шуми које је у атару села било у изобиљу. Брезна се први пут помиње у турском попису 1525. године, када је имала 21 дом. Становници села су се иселили пред најездом Турака. Село је заживело када су се доселили људи из Црне Горе и Старог Влаха.
Код цркве су гробови неколико истакнутих људи међу којима и гроб Василија Поповића, управитеља Пожешке нахије, и кнеза Атанаска Михаиловића из Бершића. Ту су и гробови војника који су погинули 1876, 1885. и 1914. године.
У ратовима у периоду од 1912. до 1918. године село је дало 83 ратника. Погинуло их је 42 а 47 је преживело.
На Шукунђеду се још увек познају ровови из 1914. године: ту су били истурени положаји Аустријанаца, са којих су били одбијени.

## Демографија
У насељу Брезна живи 182 пунолетна становника, а просечна старост становништва износи 46,8 година (44,4 код мушкараца и 49,8 код жена). У насељу има 78 домаћинстава, а просечан број чланова по домаћинству је 2,68.
У пописима село је 1910. године имало 483 становника, 1921. године 480, а 2002. године тај број је пао на 222.
Ово насеље је великим делом насељено Србима (према попису из 2002. године), а у последња три пописа, примећен је пад у броју становника.
|  |

| Демографија | Демографија | Демографија |
| Година      | Становника  | Становника  |
| ----------- | ----------- | ----------- |
| 1948.       | 572         |             |
| 1953.       | 559         |             |
| 1961.       | 555         |             |
| 1971.       | 421         |             |
| 1981.       | 376         |             |
| 1991.       | 287         | 273         |
| 2002.       | 209         | 222         |
| 2011.       | 153         |             |

| Етнички састав према попису из 2002.‍ | Етнички састав према попису из 2002.‍ | Етнички састав према попису из 2002.‍ | Етнички састав према попису из 2002.‍ | Етнички састав према попису из 2002.‍ |
| ------------------------------------ | ------------------------------------ | ------------------------------------ | ------------------------------------ | ------------------------------------ |
|                                      |                                      |                                      |                                      |                                      |
| Срби                                 | Срби                                 |                                      | 199                                  | 95,21%                               |
| Југословени                          | Југословени                          |                                      | 7                                    | 3,34%                                |
| Словенци                             | Словенци                             |                                      | 1                                    | 0,47%                                |
| непознато                            | непознато                            |                                      | 2                                    | 0,95%                                |

| Година пописа     | 1948. | 1953. | 1961. | 1971. | 1981. | 1991. | 2002. |
| ----------------- | ----- | ----- | ----- | ----- | ----- | ----- | ----- |
| Број домаћинстава | 108   | 114   | 130   | 131   | 109   | 97    | 78    |

| Број чланова      | 1  | 2  | 3 | 4  | 5 | 6 | 7 | 8 | 9 | 10 и више | Просек |
| ----------------- | -- | -- | - | -- | - | - | - | - | - | --------- | ------ |
| Број домаћинстава | 20 | 29 | 6 | 12 | 3 | 6 | 2 | 0 | 0 | 0         | 2,68   |

| Пол    | Укупно | Неожењен/Неудата | Ожењен/Удата | Удовац/Удовица | Разведен/Разведена | Непознато |
| ------ | ------ | ---------------- | ------------ | -------------- | ------------------ | --------- |
| Мушки  | 101    | 36               | 57           | 4              | 4                  | 0         |
| Женски | 85     | 8                | 55           | 20             | 2                  | 0         |
| УКУПНО | 186    | 44               | 112          | 24             | 6                  | 0         |

| Пол    | Укупно                    | Пољопривреда, лов и шумарство | Рибарство                            | Вађење руде и камена | Прерађивачка индустрија       |
| ------ | ------------------------- | ----------------------------- | ------------------------------------ | -------------------- | ----------------------------- |
| Мушки  | 74                        | 53                            | 0                                    | 0                    | 7                             |
| Женски | 35                        | 31                            | 0                                    | 0                    | 2                             |
| УКУПНО | 109                       | 84                            | 0                                    | 0                    | 9                             |
| Пол    | Производња и снабдевање   | Грађевинарство                | Трговина                             | Хотели и ресторани   | Саобраћај, складиштење и везе |
| Мушки  | 0                         | 4                             | 3                                    | 0                    | 3                             |
| Женски | 0                         | 0                             | 0                                    | 0                    | 0                             |
| УКУПНО | 0                         | 4                             | 3                                    | 0                    | 3                             |
| Пол    | Финансијско посредовање   | Некретнине                    | Државна управа и одбрана             | Образовање           | Здравствени и социјални рад   |
| Мушки  | 0                         | 0                             | 0                                    | 2                    | 0                             |
| Женски | 0                         | 0                             | 0                                    | 1                    | 0                             |
| УКУПНО | 0                         | 0                             | 0                                    | 3                    | 0                             |
| Пол    | Остале услужне активности | Приватна домаћинства          | Екстериторијалне организације и тела | Непознато            | Непознато                     |
| Мушки  | 2                         | 0                             | 0                                    | 0                    | 0                             |
| Женски | 1                         | 0                             | 0                                    | 0                    | 0                             |
| УКУПНО | 3                         | 0                             | 0                                    | 0                    | 0                             |

## Галерија
- Брезанска црква и звоник
- Брезанска црква и звоник
- Улаз у порту Брезанске цркве
- Прочеље Брезанске цркве
- Звоник цркве
- Порта Брезанске цркве
- Часна трпеза поред цркве
- Собрашица поред цркве, у којој је некада чувана Конкордијева етно-збирка.
- Старе куће
- Призор из села
- Надгробна плоча кнеза Васе Поповића у зиду цркве
- Надгробна плоча кнеза Васе Поповића у зиду цркве
- Надгробна плоча кнеза Васе Поповића у зиду цркве
- Надгробна плоча кнеза Васе Поповића у зиду цркве
- Надгробна плоча кнеза Васе Поповића у зиду цркве